# 서형리
서형리(徐亨履, 1596년 ~ 1667년)는 조선의 문신이다. 본관은 대구, 자는 여창(汝暢), 할아버지는 판중추부사 약봉 서성(徐渻), 아버지는 종친부전첨 서경수(徐景雨)이고, 어머니는 김희(金僖)의 딸인 광산 김씨(光山金氏)이며, 부인은 성인구(成仁耉)의 딸 증정경부인(贈貞敬夫人) 창녕 성씨(昌寧成氏)이다. 정성왕후(貞聖王后)의 증조할아버지이다.

## 생애
서형리는 1633년(인조 11년)에 계유(癸酉)에 증광시(增廣試)에 합격하였고, 면천군수(眄川郡守)와 사재감첨정(司宰監僉正 - 종4품) 관직을 지냈다. 후에 그의 증손녀인 (영조의 정비) 정성왕후(貞聖王后)에 오르시니 서형리는 의정부좌찬성(議政府左贊成 - 종1품)을 추증되었다. 1667년(현종 8년)에 8월 8일에 72세로 돌아가셨다.

## 가족 관계
- 고조할아버지: 서고(徐固)
  - 증조할아버지: 서해(徐嶰)
    - 할아버지: 서성(徐渻)
      - 아버지: 서경수(徐景需)
      - 어머니: 김희의 딸
        - 동생: 서택리(徐擇履)
        - 동생: 서상리(徐祥履)
        - 동생: 서광리(徐匡履)
        - 동생: 서홍리(徐弘履)
        - 동생: 서명리(徐明履)
        - 서제: 서복리(徐福履)
        - 서제: 서공리(徐恭履)

      - 부인: 성인구의 딸
        - 아들: 서문도(徐文道)